# V-образен двигател
V-образен двигател (също „V“-двигател) е често срещана конфигурация на двигател с вътрешно горене. При тези двигатели цилиндрите (с буталата) са разделени на две групи („банки“), всяка в отделна равнина. Равнините са разположени една спрямо друга под формата на буквата V, т.е. образуват ъгъл, когато се гледат по дължината на оста на коляновия вал. Конфигурацията на V-образните двигатели обикновено намалява общата дължина на двигателя, височината и теглото в сравнение с еквивалентен редови двигател.

## История
Първият V-образен двигател е двуцилиндров (V2 двигател, V-близнак), построен през 1889 г. от Готлиб Даймлер по проект на Вилхелм Майбах. От 1903 г. V8 двигатели са произвеждани за самолети и състезания с моторни лодки от френската фирма „Société Antoinette“ по проект на Леон Левавасьор (Léon Levavasseur), въз основа на натрупания му опит с линейни четирицилиндрови редови двигатели. През 1904 г. фирмата Putney Motor Works завършва нов V12 двигател за морски състезателни лодки – това е първият произведен V12 двигател за обща употреба.

## Характеристики
Обикновено всяка двойка бутала от всяка цилиндрова банка споделя една мотовилкова шийка на коляновия вал чрез две мотовилки. Въпреки това, някои V-образни двигатели имат двуполюсни колена, докато други V конфигурации включват отделни шийки за всяка мотовилка (машинен елемент).
V-образните двигатели обикновено са по-компактни в сравнение с редовите двигатели при еднакъв брой и обем на цилиндрите. Този ефект се увеличава с броя на цилиндрите в двигателя. Няма забележима разлика в общата площ между V-образен и редови двуцилиндров двигател, докато V8 двигателите са много по-компактни от редовите осемцилиндрови двигатели.
Различните ъгли на банките с цилиндри се използват в различни V-образни двигатели. В зависимост от броя на цилиндрите, обикновено има определен ъгъл, при който се получава по-голяма стабилност на двигателя. V-образните двигатели с много тесен ъгъл между банките с цилиндри комбинират някои от предимствата на V-двигателя и редовия двигател (главно откъм компактност), както и някои от недостатъците. Концепцията е доста стара и използвана за първи път от Lancia през 1920 г., но скоро след това доработена от групата Volkswagen с техните нови VR двигатели.
Някои V образни конфигурации са много добре балансирани и гладко работещи, а други са по-малко гладко работещи от еквивалентните им редови двигатели. С оптимален ъгъл (22,5°, 45°, 67,5°, 90°, 112,5°, 135° или 157,5° за двутактов; 45°, 90° или 135° за 4-тактов), V16 двигателите са равномерно разпределени цикли на запалването и имат добър баланс. При V12 двигателите се получава ефектът на два редови 6 цилиндрови двигателя, свързани заедно, и се получава много добър баланс, когато V-ъгълът е 60° или 120° за четиритактов (30°, 60°, 90°, 120° или 150° за двутактов). Други, като на V2, V4, V6, V8 в една равнина V10, имат повишени вибрации и като цяло се нуждаят от балансиращи валове.

## Обърнати двигатели
Вижте също: Редови двигател (авиация)
Някои видове V-образни двигатели са изградени като обърнати двигатели, най-често при самолетите. Предимствата включват по-добра видимост при самолетите с един двигател на самолета и по-нисък център на тежестта. Примери от Втората световна война включват германската Daimler-Benz DB 601, Junkers Jumo и Argus Motoren с бутални двигатели.

## Специфични конфигурации
Обичайна практика за V-образните двигатели е да бъдат описани с „V#“ нотация, където # е колко броят на цилиндрите в двигателя:
- V2 двигател, наричан също „V-близнак“
- V3 двигател
- V4 двигател
- V5 двигател
- V6 двигател
- V8 двигател
- V10 двигател
- V12 двигател
- V14 двигател
- V16 двигател
- V18 двигател
- V20 двигател
- V24 двигател